# خوان د وییانوئبا
 خوان د وییانوئبا (انگلیسی: Juan de Villanueva؛ ۱۵ سپتامبر ۱۷۳۹ – ۲۲ اوت ۱۸۱۱) یک معمار اهل اسپانیا بود.